# Backsteinbauwerke der Gotik/Verteilung in Nordrhein-Westfalen (f. Mobilg.)
Dies ist die nicht-interaktive Version der Verteilungskarte zur Liste der Bauwerke der norddeutschen und rheinischen Backsteingotik in Deutschland, Abschnitt zu Nordrhein-Westfalen

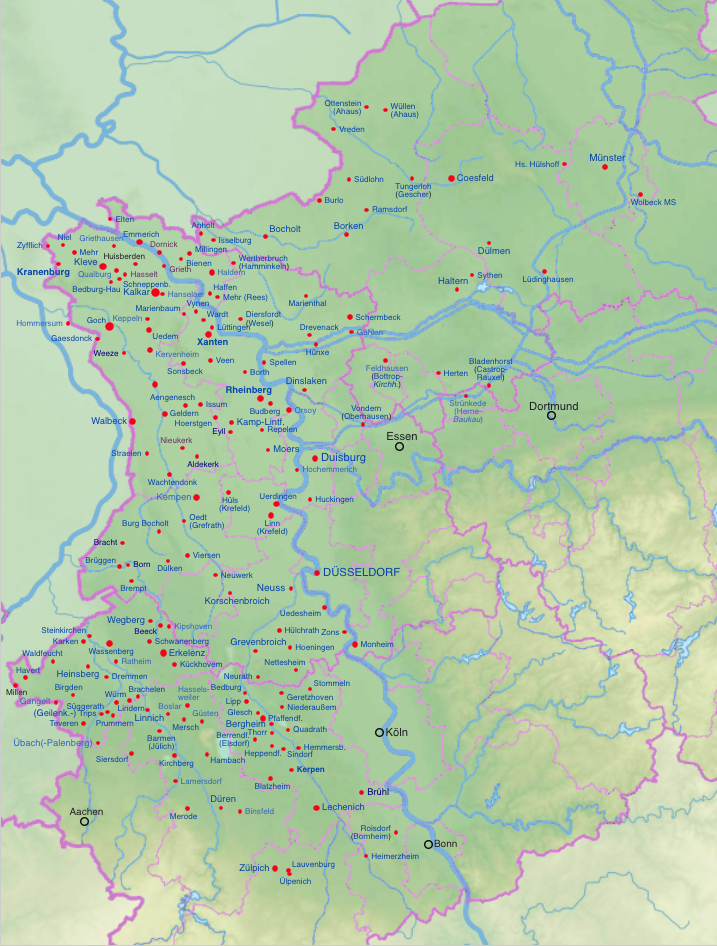
Orte mit Backsteingotik in Nordrhein-Westfalen; die Größe der Ortspunkte gibt die Anzahl der gotischen Backsteinbauwerke am jeweiligen Ort wieder.
Zwei Bauwerke in Ostwestfalen sind ausnahmsweise in die Karte für Niedersachsen eingetragen, da die NRW-Karte nicht so weit nach Norden reicht